# مقاتل الطالبین
مقاتل الطالبین یا مقاتل الطالبیین کتابی از ابوالفرج اصفهانی است که در سال ۳۱۳ هجری قمری نگاشته شده‌است. این کتاب که نخستین اثر عمده ابوالفرج اصفهانی است، در شرح احوال و مبارزه‌های علویان - از جعفر بن ابیطالب تا هفتاد نفری که در زندان خلیفه مقتدر درگذشتند - با حکومتهای اموی و عباسی است. اصفهانی در این کتاب تاریخچه قیام‌های علویان و تاریخ کشته‌شدن‌های خاندان ابوطالب (طالبیان) اعم از علویان و غیر علویان را جمع‌آوری کرده‌است. بخشی از این کتاب (از صفحه ۸۴ تا ۱۲۱) به حادثه کربلا اختصاص دارد. این کتاب قدیمی‌ترین و معتبرترین کتاب در شرح وقایع واقعه کربلا به حساب می‌آید.

## زمینه نگارش
از آنجا که غالب قیام‌ها و مبارزه‌ها علیه دستگاه خلافت اموی و عباسی، از سوی علویان صورت می‌گرفت، بدین صورت هم مبانی اعتقادی ایشان سازمان می‌یافت و هم نقل و جمع اخبار مربوط به خروج و سپس کشته‌شدن آنان از سوی پیروانشان وجه مقبول‌تری پیدا می‌کرد. از نیمه دوم سده سوم قمری به بعد تحرکات ضد عباسی علویان به حدی رسیده بود که بتواند محتوای لازم را برای تألیف کتابهای مقاتل الطالبین فراهم آورد. ابوالفرج چنان‌که خود گوید در جمادی‌الاول ۳۱۳ هجری قمری نگارش کتاب مقاتل را به پایان رسانده‌است.

## شیوه و هدف نگارش
ابوالفرج در ابتدای کتاب هدفش از تألیف آن را فراهم آوردن شرحی کوتاه از چگونگی زندگی و مرگ ۲۱۶ نفر از فرزندان ابوطالب ـ از زمان محمد پیامبر اسلام تا زمان نگارش کتاب ـ بیان می‌دارد. البته او تنها اخبار آن دسته از طالبیان را گرد آورده که مرگشان دلایلی سیاسی داشته یا به روایت جنبش‌هایی پرداخته که انگیز آنها خصایل اسلامی همچون تقوی و عدل بوده‌است و نه هوی و هوس؛ بنابراین او نخست از کشته شدن جعفر بن ابیطالب در زمان پیامبر سخن گفته، سپس اخبار هر یک از علویان را ذیل نام خلیفه‌ای که در آن زمان حکم می‌رانده آورده‌است. ابوالفرج دربارهٔ کتاب و شیوه گزارش خود می‌گوید: 
ما در این کتاب به خواست خدای متعال قسمتی از احوال آن دسته از فرزندان ابوطالب را بیان می‌داریم که از زمان رسول خدا تا به امروز به قتل رسیده‌اند. چه آنان که به وسیله زهر مسموم گشته و چه آنانی که از ترس سلطان وقت از وطن آواره گشته و در همان آوارگی از دنیا رفته‌اند یا اگر گرفتار چنگال دشمنان شده و به زندان افتاده‌اند و در همان زندان بدرود زندگی گفته‌اند…
نکته‌ای که ابوالفرج در چند جای کتاب بدان اشاره کرده، تأکید بر رعایت اختصار است، چنان‌که گاه همه استادان مربوط به اخبار را ذکر نمی‌کند.
در این کتاب نام ۲۱۶ تن از کشته شدگان فرزندان ابوطالب آمده‌است. جعفر بن ابیطالب به عنوان نخستین ایشان، در آغاز و پس از آن دیگر کشته شدگان به ترتیب آمده‌اند. در مورد افراد روش کار ابوالفرج چنین است که نخست نام کامل نسب فرد را می‌آورد و گاه نام مادران وی را تا جد اعلی نقل می‌کند. در پایان روایات معمولاً اشعاری را که در رثا یا مدح آن فرد سروده شده‌است، ذکر می‌کند. نامهای افراد در کتاب به ترتیب تاریخ درگذشت ذکر شده و در تقدیم و تأخر آن، شخصیت و برتری فرد ملاک نبوده‌است.

## منبع‌شناسی
مقاتل الطالبین غالباً از قول محدثان و راویان شیعی کوفه روایت شده‌است. به گفته سباستین گونتر بیشتر مراجع یا (مؤلفان) متقدمی که ابوالفرج [در کتاب مقاتل الطالبین] مستقیماً به آنها ارجاع می‌دهد، در فاصله میان پایان قرن دوم تا میانه قرن سوم هجری می‌زیسته‌اند. او در این کتاب از مطالبی استفاده کرده که احتمالاً از ۵۳ راوی بی واسطه و غالباً کوفی و بغدادی دریافت کرده‌است، ۱۰ درصد از آنان نیز از اعضای خاندان پیامبر بوده‌اند. این منابع غالباً به صورت سلسله اسناد در سراسر کتاب پراکنده‌اند. بیشتر مؤلفانی که ابوالفرج در کتاب به آنان استناد کرده کتابهای مهمی در ارتباط با موضوع همین کتاب داشته‌اند.

## چاپ
کتاب مقاتل الطالبین نخستین‌بار در ۱۳۰۷ قجری قمری در تهران چاپ سنگی شد. نیمه‌ای از آن نیز در ۱۳۱۱ قمری در حاشیه کتاب المنتخب فی المراثی و الخطب فخرالدین نجفی منتشر شده و سپس در ۱۳۵۳ ق در نجف به چاپ رسید. پس از آن سیداحمد صقر کتاب را همراه با مقدمه‌ای دربارهٔ ابوالفرج و کتابش در ۱۹۴۹ میلادی در قاهره به چاپ رساند. کتاب یک‌بار دیگر نیز براساس چاپ صقر در نجف و سپس بارها در لبنان، ایران و مصر به چاپ رسید.

## دیدگاه‌ها دربارهٔ کتاب
مرتضی مطهری در کتاب حق و باطل با بیان اینکه ابوالفرج اصفهانی عالمی با انصاف و از مورخان بسیار زبردست است، کتاب مقاتل الطالبین او را کتابی معتبر می‌داند که علمای شیعه هم به آن اعتماد می‌کنند و از نظر او می‌شود گفت ابوالفرج این کتاب را بی‌طرفانه نوشته‌است.